# TransPod
TransPod Inc. est une entreprise canadienne qui développe et manufacture des technologies et des véhicules pour le transport à très grande vitesse.
Les véhicules TransPod sont conçus pour voyager à plus de 1 000 km/h entre les villes, en utilisant une propulsion entièrement électrique pour transporter des passagers et des marchandises. Le système proposé constituerait une alternative plus rapide et sans émission de carbone aux avions et aux automobiles. Les véhicules TransPod, que TransPod appelle FluxJets, sont conçus pour circuler dans un tube semblable à un système hyperloop ou vactrain, avec des variantes basées sur la lévitation magnétique plutôt que sur des coussins d'air pour favoriser la stabilité du véhicule, et en plaçant le cœur de la technologie de lévitation magnétique sur le véhicule plutôt que sur l'infrastructure afin de minimiser les coûts d'infrastructure.
En novembre 2016, TransPod a clos une levée de fonds de 15 millions de dollars américains auprès d'Angelo Investments, un groupe italien spécialisé dans les technologies pour les industries ferroviaires, spatiales et aéronautiques. Initialement basé à Toronto, Canada, TransPod a depuis ouvert des bureaux à Limoges, en France, et à Dubaï, aux Émirats arabes unis.
En septembre 2017, Ryan Janzen, directeur technique de TransPod a publié une étude dans la revue scientifique à comité de lecture Procedia Engineering. L'article a été présenté lors de la conférence EASD EURODYN 2017, et décrit la technologie et la dynamique du système TransPod.
En mars 2022, TransPod a obtenu un accord de principe pour un financement de 550 millions de dollars US pour son projet de système de transport par tube à très grande vitesse entre Calgary et Edmonton, en Alberta, au Canada.
En juillet 2022, TransPod a dévoilé son nouveau concept de véhicule, appelé « FluxJet », ainsi qu'un prototype de véhicule à l'échelle un tiers, lors d'un événement en direct à Toronto.

## Technologie
Le système TransPod est développé pour transporter des véhicules à des vitesses supérieures à 1 000 km/h.
Pour parvenir à une propulsion sans combustibles fossiles, les véhicules TransPod exploitent la technologie de moteur linéaire à induction électrique, avec un contrôle actif en temps réel et des systèmes de détection spatiale. Le système TransPod se distingue du concept Hyperloop proposé dans le livre blanc Hyperloop Alpha d'Elon Musk. Contrairement à l'Hyperloop, le système TransPod utilise des champs électromagnétiques mobiles pour propulser les véhicules avec une lévitation stable depuis la surface supérieure, plutôt qu'avec de l'air comprimé sous le véhicule.
Les véhicules de transport de passagers peuvent accueillir 54 personnes, tandis que les véhicules de transport de marchandises ont un intérieur chargeable. Chaque véhicule comprend un fuselage semblable à celui d'un avion pressurisé pour la circulation et le contrôle de l'air atmosphérique, ainsi que des systèmes de propulsion, de guidage et de contrôle permettant de circuler à des vitesses supérieures à 1 000 km/h à l'intérieur d'une voie de guidage tubulaire protégée. Les tubes sont jumelés pour permettre la circulation bidirectionnelle des véhicules.
À grande vitesse, un système de guidage interne contrôle les forces dynamiques du véhicule, que TransPod appelle Veillance Flux. Les déviations de la trajectoire du véhicule sont détectées et suivies par une combinaison de capteurs inertiels et optiques. Les systèmes de TransPod utilisent le traitement de l'espace sensoriel et des algorithmes de vision par ordinateur en temps réel.
Lors du salon InnoTrans de 2016 à Berlin, TransPod a présenté pour la première fois son concept de véhicule ainsi que la mise en œuvre de la technologie Coelux - un puits de lumière artificiel pour émuler la lumière naturelle du soleil à l'intérieur des nacelles de passagers,. En juillet 2022, TransPod a dévoilé son premier prototype fonctionnel, un véhicule à l'échelle un tiers, lors d'un événement organisé par TransPod à Toronto.

## Piste d’essai en France
En janvier 2017, TransPod a annoncé son intention de construire une piste d'essai dans le village de Droux, près de Limoges, en collaboration avec le département français de la Haute-Vienne. La piste d'essai proposée dépasserait 3 km de long et fonctionnerait comme un système à demi-échelle de 2 m de diamètre,,. En février 2018, Vincent Leonie, vice-président de Limoges Métropole et adjoint au maire de Limoges, a annoncé que des accords pour l'organisation Hyperloop Limoges ont été signés afin de promouvoir et d'accélérer la technologie.
En 2023, la distance de la piste d'essai est réduite à 300 m. 
En 2025, les travaux n'ont toujours pas commencé faute de financements autres que les aides reçues.

## Dévoilement d'un démonstrateur technologique
En juillet 2022, TransPod a organisé un événement pour dévoiler son tout premier prototype fonctionnel, un véhicule à l'échelle un tiers fonctionnant dans une structure ouverte en forme de tube. Lors de cet événement, Ryan Janzen, directeur technologique, a expliqué les concepts fondamentaux du système TransPod, notamment son système de transmission d'énergie sans contact basé sur le plasma, ses systèmes de propulsion et de lévitation, ainsi que son système de guidage par « veillance flux ». En même temps, ils ont été montrés en temps réel dans une série de démonstrations.

## Organisation

### Financement et partenariats
En novembre 2016, TransPod a obtenu un financement de départ de 15 millions de dollars américains de la part d'Angelo Investments.
TransPod est également partenaire d'IKOS, une société d'ingénierie basée à Paris, et de REC Architecture, située dans la région de Toulouse,.
En juin 2017, TransPod a annoncé un partenariat avec Liebherr-Aerospace pour soutenir la recherche, le développement et la production de nouveaux systèmes thermiques pour les cabines et les véhicules.
TransPod a signé un protocole d'accord avec le gouvernement de l'Alberta en août 2020 pour identifier un terrain pour une piste d'essai et étudier la faisabilité et les effets prévus d'un système TransPod Calgary-Edmonton.
En juillet 2022, Hatch a annoncé un partenariat dans le cadre duquel elle soutiendrait le projet Calgary-Edmonton de TransPod.

### Gouvernance
Sébastien Gendron est le PDG et cofondateur de TransPod. Ryan Janzen est le directeur technique et cofondateur de TransPod.

## Lignes proposées
TransPod travaille sur des projets d’itinéraires dans le monde et établit des configurations de lignes entre plusieurs villes internationales. Par exemple, au Canada, TransPod étudie les lignes pour les corridors Toronto-Montréal ,, Toronto-Windsor, et Toronto-Waterloo en Ontario et au Québec, et le corridor Calgary-Edmonton en Alberta. TransPod prépare la construction d’une piste d’essai au Canada. Cette piste pourra être intégrée à un corridor complet une fois que le projet sera validé et que les financements requis seront réunis.
En juin 2017, les premières propositions d’une gare TransPod ont été annoncées, basées sur le concept d’un futur site intermodal au centre-ville de Toronto, dans le district de Port Lands. En juin 2017, les gouvernements de Toronto, de l'Ontario et du Canada ont annoncé un plan de financement conjoint de 1,185 milliard de dollars pour investir dans cette zone au moyen de nouveaux aménagements et infrastructures. La conception des stations de TransPod est réalisée en partenariat avec REC Architecture.

### Corridor Toronto-Windsor
En juillet 2017, TransPod a publié une étude de coûts préliminaire portant sur la construction d'une ligne Hyperloop dans le sud-ouest de l'Ontario entre les villes de Windsor et de Toronto. Le gouvernement de l'Ontario a annoncé en mai 2017 la conduite d’une étude environnementale pour une ligne à grande vitesse entre ces deux villes.